# Sepia elongata
Sepia elongata (лат.) — вид головоногих из рода Sepia семейства настоящие каракатицы отряда каракатицы.
Достигает в длину 9,7 см. Обитает в западной части Индийского океана от Красного моря до Сомали. Донное животное. Безвреден для человека и не является объектом промысла. Для оценки охранного статуса вида недостаточно данных.